# 西乃山
西乃山（希伯來語： Har Sīnay），是《希伯來聖經》中記載的一座山，上帝在此給與摩西十誡。在〈申命記〉中，把這座山叫作何烈山，因此有相當多基督徒認為這是同一座山的兩個名字。
西乃山的實際位置所在，學者間有許多理論，現在還無法得到證實。一般認為在西奈半島上的西奈山即是聖經所說的西乃山，查士丁尼一世下令建造的圣凯瑟琳修道院即位在此處。

## 概論
西乃山位於西乃的曠野，摩西帶領以色列人離開埃及，經過三個月後，到達西乃。上帝在西乃山上向摩西及亞倫顯現，給與十誡。